# 我が至上の愛〜アストレとセラドン〜
『我が至上の愛〜アストレとセラドン〜 』（フランス語: Les Amours d'Astrée et de Céladon）は、2007年のフランス映画である。原作はオノレ・デュルフェの小説『アストレ』。 

## 概要
出演のジョスラン・キヴランが2009年11月15日、監督のエリック・ロメールが2010年1月11日にそれぞれ亡くなり、それぞれにとっての遺作となった。

## キャスト
- アンディ・ジレ：セラドン
- ステファニー・クレイヤンクール：アストレ
- セシル・カッセル：レオニード
- ジョスラン・キヴラン
- ヴェロニク・レモン
- ロセット
- ロドルフ・ポリー
- マティルド・モスニエ
- セルジュ・レンコ

## スタッフ
- 監督・製作・脚色：エリック・ロメール
- 製作：フランソワーズ・エチュガレ、ジャン=ミシェル・レ、フィリップ・リエジョワ
- 原作：オノレ・デュルフェ
- 撮影：ディアース・バラチエ
- 音楽：ジャン＝ルイ・ヴァレロ
- 録音：パスカル・リビエ
- 編集：メアリー・スティーヴン
- 衣裳：ピエール＝ジャン・ラロック、ピュ＝ライ
- メイク：ミシェル・ヴォチエ
- スクリプター：ベトサベ・ドレフェス
- 第二カメラ：フランソワーズ・エチュガレ
- セラドンの歌：フレデリック・シュワブ
- 製作担当：クリスチャン・ポミエ
- 献呈：ピエール・ズッカ
- 語り：アラン・リボー
- 字幕：寺尾次郎